# Thusis
Thusis (toponimo tedesco; in romancio Tusaun, in italiano Tosana o Tosanna, desueti) è un comune svizzero di 3 399 abitanti del Canton Grigioni, nella regione Viamala della quale è il capoluogo; ha il titolo di città.

## Geografia fisica
Thusis è situata nello Heinzenberg, alla sinistra del Reno Posteriore; ha una media di 101,6 giorni di pioggia all'anno e in media riceve 892 mm di precipitazioni.

## Storia
Thusis è menzionata per la prima volta nel 1156 con il nome di "Tosana". Nel 1875 ha inglobato la frazione di Übernolla e nel 2018 il comune soppresso di Mutten.

## Monumenti e luoghi d'interesse
- Chiesa riformata (già cappella di Nostra Signora), attestata dal XV secolo e ricostruita nel 1491[3];
- Rovine della fortezza di Ober-Tagstein, costruita nel XIII secolo[3][5].

## Società

### Evoluzione demografica
L'evoluzione demografica è riportata nella seguente tabella (dal 2018 con Mutten):
Abitanti censiti

### Lingue e dialetti
Già paese di lingua romancia, è stato parzialmente germanizzato: nel 2000 il 90% della popolazione parlava tedesco, meno del 5% romancio.

## Geografia antropica

### Frazioni
Le frazioni di Thusis sono:
- Mutten[7]
  - Obermutten
  - Stafel
  - Untermutten
- Übernolla

## Infrastrutture e trasporti

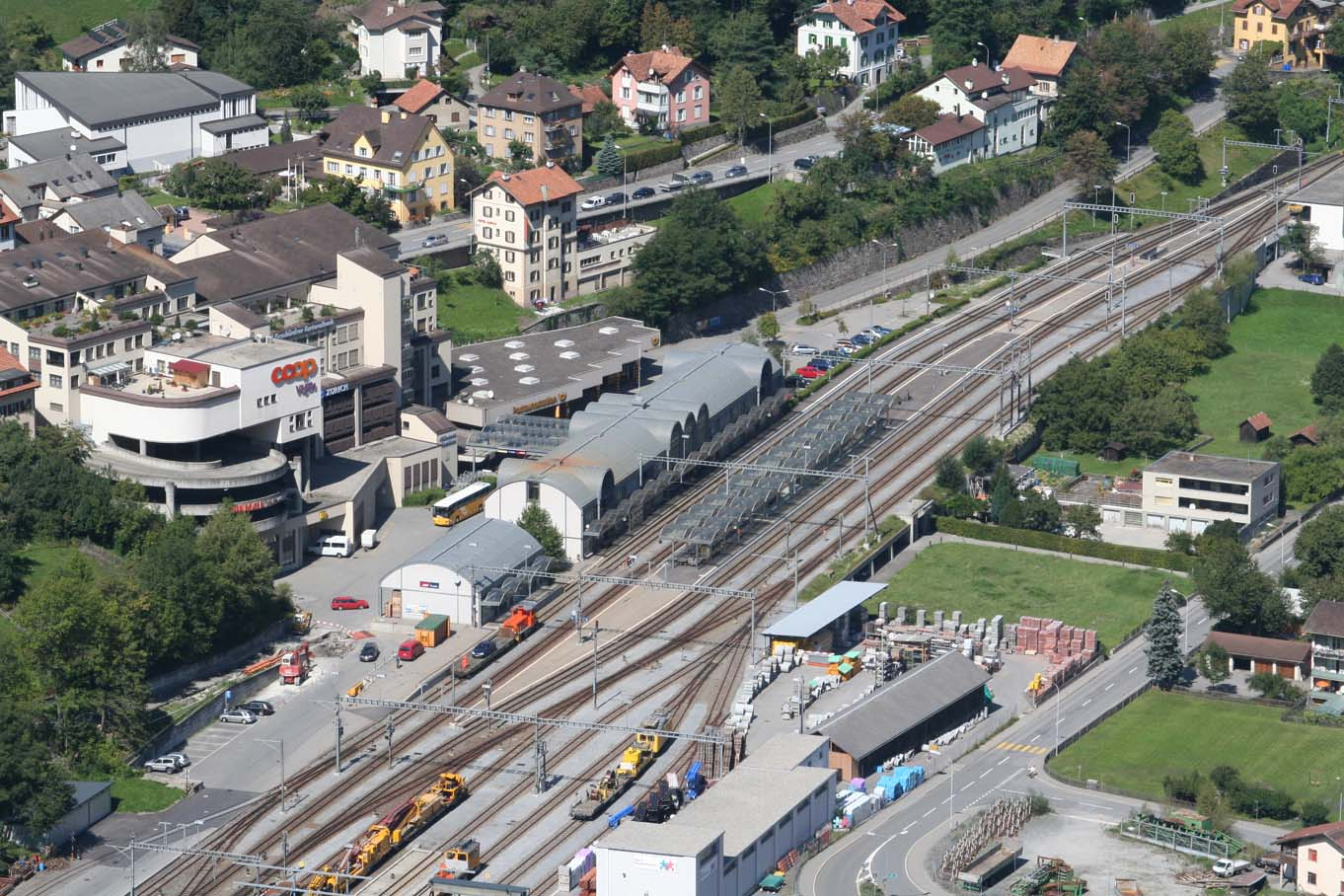
La stazione di Thusis

Thusis è servita dalla stazione ferroviaria omonima della Ferrovia Retica (linee dell'Albula e Landquart-Coira-Thusis) e dalle uscite autostradali di Thusis nord e Thusis sud, sulla A13/E43; dista 26 km da Coira, 47 km da Davos, 62 km da Sankt Moritz e 92 km da Bellinzona.